# Harpullia camptoneura
Harpullia camptoneura är en kinesträdsväxtart som beskrevs av Ludwig Radlkofer. Harpullia camptoneura ingår i släktet Harpullia och familjen kinesträdsväxter. Inga underarter finns listade i Catalogue of Life.